# 张徐
张徐（1957年—），男，中国安徽人。一级演员，成都市曲艺团团长、党委书记，中国曲艺家协会会员，四川省曲艺家协会副主席，成都市曲艺家协会常务理事，四川省音乐家协会吉他专业委员会副会长，成都市政协委员。

## 生平
张徐的父亲是张恨水的侄子。张徐2岁时到成都。曾作为知识青年下乡插队。后曾在峨嵋县中学当代课老师，教化学。1977年，张徐考入成都市曲艺团，师从金钱板艺术大师邹忠新学习金钱板，成为传统曲艺金钱板艺术的代表人物之一。后他还曾到北京拜相声名家牛群为师学习相声，成为四川省内的相声名家。

## 艺术贡献
他在四川金钱板、相声、小品、吉他弹唱等方面颇有建树。其主要作品有：
金钱板
- 《怪哪个》（获中国曲艺“牡丹奖”及“四川省繁荣曲艺优秀作品奖”、“四川省曲艺新作品展演一等奖”、“成都市艺术节”创作、表演双一等奖。
- 《金钱板与乐队》

相声
- 《寻故居》
- 《笑语欢歌》
- 《孩子的歌》（获中国曲艺“牡丹奖”首届相声大赛创作和表演奖）

小品
- 《剐兔》
- 《咖啡屋》（获全国戏剧小品比赛二等奖和个人表演奖、四川省戏剧小品比赛表演一等奖、创作二等奖，曾作为全国十个“精选小品”之一被中华人民共和国文化部调北京展演。）

吉他弹唱
- 曾获全国吉他邀请赛弹唱前十名。